# Boucles de l'Aulne 2006
La Boucles de l'Aulne 2006, sessantasettesima edizione della corsa e valida come evento dell'UCI Europe Tour 2006 categoria 1.1, si svolse il 28 maggio 2006 su un percorso totale di 182,7 km.. Fu vinta dal belga Johan Coenen che giunse al traguardo con il tempo di 4h13'10", alla media di 43,3 km/h.
Al traguardo 20 ciclisti portarono a termine il percorso.

## Ordine d'arrivo (Top 10)
| Pos. | Corridore       | Squadra         | Tempo    |
| ---- | --------------- | --------------- | -------- |
| 1    | Johan Coenen    | Unibet.com      | 4h13'10" |
| 2    | Walter Bénéteau | Bouygues Tél.   | a 20"    |
| 3    | Benoît Sinner   | Agritubel       | a 23"    |
| 4    | Freddy Bichot   | F. des Jeux     | a 27"    |
| 5    | Andy Cappelle   | Landbouwkrediet | a 47"    |
| 6    | Jonas Ljungblad | Unibet.com      | a 56"    |
| 7    | Cédric Hervé    | Bretagne        | s.t.     |
| 8    | Mikel Gaztañaga | Atom            | s.t.     |
| 9    | Lilian Jégou    | F. des Jeux     | s.t.     |
| 10   | Nicolas Crosbie | Agritubel       | s.t.     |